# Liga Sudamericana de Clubes 2016
La Liga Sudamericana de Clubes 2016, por motivos de patrocinio "DirecTV Liga Sudamericana de Baloncesto 2016", fue la vigésima primera edición del segundo torneo más importante de básquetbol a nivel de clubes en Sudamérica organizado por la ABASU y FIBA Américas. El torneo se disputa con la participación de equipos provenientes de ocho países: Argentina, Bolivia, Brasil, Chile, Colombia, Perú, Uruguay y Venezuela.
El campeón de esta edición fue Mogi das Cruzes que derrotó a Weber Bahía con un contundente 3 por 0 en una serie al mejor de cinco juegos, ganando sus dos partidos como local para levantar el trofeo con un triunfo como visitante. Obtuvo así su primer título en esta competencia.

## Equipos participantes
| País              | Equipo                                                         | Vía de clasificación |
| ----------------- | -------------------------------------------------------------- | --- |
| Argentina 3 cupos | Ciclista Olímpico Weber Bahía Basket Gimnasia (CR)             | Subcampeón Conferencia Norte en la LNB 2015-16 Subcampeón Conferencia Sur en la LNB 2015-16 Campeón del Torneo Súper 4 2015                          |
| Bolivia 1 cupo    | Universidad San Simón                                          | Campeón de las Liga Boliviana de Básquetbol Clausura 2015 y Apertura 2016                                                                            |
| Brasil 3 cupos    | Mogi das Cruzes/Helbor UniCEUB/BRB/Brasília Paulistano/Corpore | 3.° en el Novo Basquete Brasil 2015-16 4.° en el Novo Basquete Brasil 2015-16 5.º en el Novo Basquete Brasil 2015-16                                 |
| Chile 2 cupos     | Deportivo Valdivia Universidad de Concepción                   | Campeón de la Liga Nacional de Básquetbol 2015-16 Subcampeón de la Liga Nacional de Básquetbol 2015-16                                               |
| Colombia 1 cupo   | Búcaros de Santander                                           | Campeón de la Liga Colombiana de Baloncesto 2015-II                                                                                                  |
| Perú 1 cupo       | Regatas Lima                                                   | Campeón de la Liga Nacional de Basketball de 2015 |
| Uruguay 3 cupos   | Hebraica y Macabi Defensor Sporting Trouville                  | Campeón de la Liga Uruguaya de Básquetbol 2015-16 Subcampeón de la Liga Uruguaya de Básquetbol 2015-16 3.º en la Liga Uruguaya de Básquetbol 2015-16 |
| Venezuela 2 cupos | Guaros de Lara Gigantes de Guayana                             | Campeón de la Liga Nacional de Baloncesto 2015 Invitado por FIBA Américas                                                                            |

## Modo de disputa
El torneo está dividido en tres etapas; la ronda preliminar, las semifinales y la final.
Ronda preliminar
Los dieciséis participantes se dividen en cuatro grupos con cuatro sedes, una por grupo, donde disputan partidos dentro de cada grupo. A fin de puntuar, cada equipo recibe 2 puntos por victoria y uno por derrota. Los dos primeros de cada grupo avanzan a las semifinales, mientras que los demás dejan de participar.
Las sedes fueron:
- Grupo A:  Comodoro Rivadavia, Argentina
- Grupo B:  Valdivia, Chile
- Grupo C:  Barquisimeto, Venezuela
- Grupo D:  La Banda, Argentina

Semifinales
Los ocho equipos clasificados se dividen en dos grupos con dos sedes, una por grupo, donde disputan partidos dentro de cada grupo. A fin de puntuar, cada equipo recibe 2 puntos por victoria y uno por derrota. Los primeros de cada grupo avanzan a la Final, mientras que los demás dejan de participar.
Las sedes serán:
- Semifinal 1:  La Banda, Argentina
- Semifinal 2:  Maldonado, Uruguay

Final
Los dos clasificados se enfrentarán en play-offs mejor de cinco, donde el equipo con mejor récord en la fase semifinal hace de local en tres partidos.
El campeón clasifica automáticamente a la Liga de las Américas 2017.

## Primera ronda

### Grupo A; Comodoro Rivadavia, Argentina
| Pos. | Equipo            | Pts | PJ | PG | PP | PF  | PC  | Dif |
| ---- | ----------------- | --- | -- | -- | -- | --- | --- | --- |
| 1.   | Mogi Das Cruzes   | 6   | 3  | 3  | 0  | 269 | 227 | 42  |
| 2.   | Gimnasia (CR)     | 5   | 3  | 2  | 1  | 274 | 247 | 27  |
| 3.   | Defensor Sporting | 4   | 3  | 1  | 2  | 256 | 241 | 15  |
| 4.   | Regatas Lima      | 3   | 3  | 0  | 3  | 210 | 294 | -84 |

|  | Clasificado a la siguiente fase del torneo. |

Los horarios corresponde al huso horario de Comodoro Rivadavia, UTC –3:00.
| 20 de septiembre, 19:15 | Mogi Das Cruzes                                                    | 78–72                | Defensor Sporting                                                   | Comodoro Rivadavia                                                                                       |  |
|                         | Parciales: 19-17, 18-25, 21-24, 20-6                               |                      |                                                                     | |  |
|                         | Estadísticas Tyrone Curnell 21 Caio Torres 11 Shamell Stallworth 5 | Reporte Pts Reb Asts | Estadísticas 17 Federico Haller 10 Federico Haller 5 Martín Osimani | Pabellón: Estadio Socios Fundadores Árbitros: Roberto Vázquez Felipe Valenzuela Barrera Roberto Oliveros |  |

| 20 de septiembre, 21:30 | Gimnasia (CR)                                                              | 97–69                | Regatas Lima                                             | Comodoro Rivadavia                                                                      |  |
|                         | Parciales: 23-23, 30-10, 22-17, 22-19                                      |                      |                                                          |                                                                                         |  |
|                         | Estadísticas O'Louis McCullough 16 Leonel Schattmann 8 Leonel Schattmann 4 | Reporte Pts Reb Asts | Estadísticas 26 Kyle Fuller 9 Jovanni Díaz 3 Kyle Fuller | Pabellón: Estadio Socios Fundadores Árbitros: Daniel García Sebastián Negron Jesed Díaz |  |

| 21 de septiembre, 19:15 | Regatas Lima                                                     | 69–95                | Mogi Das Cruzes                                                 | Comodoro Rivadavia                                                                             |  |
|                         | Parciales: 15-22, 23-25, 20-22, 11-26                            |                      |                                                                 |                                                                                                |  |
|                         | Estadísticas Jovanni Díaz 21 J. Díaz y R. Masias 5 Kyle Fuller 4 | Reporte Pts Reb Asts | Estadísticas 22 Shamell Stallworth 9 Caio Torres 7 Larry Taylor | Pabellón: Estadio Socios Fundadores Árbitros: Daniel García Felipe Valenzuela Roberto Oliveros |  |

| 21 de septiembre, 21:30 | Defensor Sporting                                                       | 82–91                | Gimnasia (CR)                                                             | Comodoro Rivadavia                                                                        |  |
|                         | Parciales: 31-16, 21-24, 15-21, 15-30                                   |                      |                                                                           |                                                                                           |  |
|                         | Estadísticas M. Aguiar y M. Cabot 21 Kiril Wachsmann 8 Martín Osimani 3 | Reporte Pts Reb Asts | Estadísticas 22 Nicolás De Los Santos 11 Matthew Shaw 6 Leonel Schattmann | Pabellón: Estadio Socios Fundadores Árbitros: Roberto Vázquez Sebastián Negron Jesed Díaz |  |

| 22 de septiembre, 19:15 | Regatas Lima                                                            | 72–102               | Defensor Sporting                                                 | Comodoro Rivadavia                                                                          |  |
|                         | Parciales: 20-35, 13-24, 19-25, 20-18                                   |                      |                                                                   |                                                                                             |  |
|                         | Estadísticas Alejandro Bellatin 12 Carlos Céspedes 8 Bruno Sambucetti 3 | Reporte Pts Reb Asts | Estadísticas 15 Lisandro Rasio 8 Lisandro Rasio 12 Martín Osimani | Pabellón: Estadio Socios Fundadores Árbitros: Sebastián Negron Felipe Valenzuela Jesed Díaz |  |

| 22 de septiembre, 21:30 | Gimnasia (CR)                                                                | 86–96                | Mogi Das Cruzes                                                   | Comodoro Rivadavia                                                                           |  |
|                         | Parciales: 14-15, 24-20, 27-32, 21-29                                        |                      |                                                                   |                                                                                              |  |
|                         | Estadísticas Diego Romero 18 Nicolás de los Santos 6 Nicolás de los Santos 5 | Reporte Pts Reb Asts | Estadísticas 25 Jimmy Oliveira 8 Caio Torres 6 Shamell Stallworth | Pabellón: Estadio Socios Fundadores Árbitros: Roberto Vázquez Daniel García Roberto Oliveros |  |

### Grupo B; Valdivia, Chile
| Pos. | Equipo                   | Pts | PJ | PG | PP | PF  | PC  | Dif |
| ---- | ------------------------ | --- | -- | -- | -- | --- | --- | --- |
| 1.   | Weber Bahía              | 5   | 3  | 2  | 1  | 245 | 201 | 44  |
| 2.   | Hebraica y Macabi        | 5   | 3  | 2  | 1  | 241 | 224 | 17  |
| 3.   | Deportivo Valdivia       | 5   | 3  | 2  | 1  | 221 | 243 | -22 |
| 4.   | Universidad de San Simón | 3   | 3  | 0  | 3  | 200 | 239 | -39 |

|  | Clasificado a la siguiente fase del torneo. |

Los horarios corresponde al huso horario de Valdivia, UTC –3:00.
| 27 de septiembre, 18:45 | Weber Bahía                                                   | 68–74                | Hebraica y Macabi                                                        | Valdivia |  |
|                         | Parciales: 18-11, 19-23, 16-22, 15-18                         |                      |                                                                          | |  |
|                         | Estadísticas Lucio Redivo 23 Anthony Johnson 11 Jamaal Levy 3 | Reporte Pts Reb Asts | Estadísticas 27 Leandro García Morales 9 Luciano Parodi 8 Luciano Parodi | Pabellón: Coliseo Municipal Antonio Azurmendy Riveros Árbitros: Roberto Vázquez Andreia Silva Roberto Oliveros |  |

| 27 de septiembre, 21:00 | Deportivo Valdivia                                                | 73–65                | Uni. San Simón                                                 | Valdivia                                                                                               |  |
|                         | Parciales: 20-9, 17-15, 20-19, 16-22                              |                      |                                                                | |  |
|                         | Estadísticas Durrell Summers 33 Emmanuel Okoye 13 Erik Carrasco 3 | Reporte Pts Reb Asts | Estadísticas 18 Matthew Glover 9 Lucas Tischer 3 Lucas Tischer | Pabellón: Coliseo Municipal Antonio Azurmendy Riveros Árbitros: Marcos Benito Daniel García Jesed Díaz |  |

| 28 de septiembre, 18:45 | Uni. San Simón                                                  | 63–78                | Weber Bahía                                                      | Valdivia                                                                                                  |  |
|                         | Parciales: 15-21, 17-13, 12-29, 19-15                           |                      |                                                                  | |  |
|                         | Estadísticas Matthew Glover 20 Lucas Tischer 13 Lucas Tischer 4 | Reporte Pts Reb Asts | Estadísticas 17 Lucio Redivo 9 Juan Pablo Vaulet 8 Gastón Whelan | Pabellón: Coliseo Municipal Antonio Azurmendy Riveros Árbitros: Marcos Benito Roberto Oliveros Jesed Díaz |  |

| 28 de septiembre, 21:00 | Hebraica y Macabi                                                              | 79–84                | Deportivo Valdivia                                                | Valdivia |  |
|                         | Parciales: 24-23, 16-8, 25-23, 14-30                                           |                      |                                                                   | |  |
|                         | Estadísticas Leandro García Morales 19 Leon Gibson 11 Leandro García Morales 6 | Reporte Pts Reb Asts | Estadísticas 18 Durrell Summers 11 Emmanuel Okoye 8 Erik Carrasco | Pabellón: Coliseo Municipal Antonio Azurmendy Riveros Árbitros: Roberto Vázquez Daniel García Andreia Silva |  |

| 29 de septiembre, 18:45 | Hebraica y Macabi                                                        | 88–72                | Uni. San Simón                                                        | Valdivia                                                                                               |  |
|                         | Parciales: 26-18, 22-18, 13-20, 27-16                                    |                      |                                                                       | |  |
|                         | Estadísticas Leandro García Morales 27 Michael Hicks 11 Luciano Parodi 8 | Reporte Pts Reb Asts | Estadísticas 20 Matthew Glover 11 Jonathan Cathey 4 Christian Camargo | Pabellón: Coliseo Municipal Antonio Azurmendy Riveros Árbitros: Daniel García Andreia Silva Jesed Díaz |  |

| 29 de septiembre, 21:00 | Deportivo Valdivia                                                | 64–99                | Weber Bahía                                                   | Valdivia |  |
|                         | Parciales: 10-21, 19-28, 15-28, 20-22                             |                      |                                                               | |  |
|                         | Estadísticas Durrell Summers 26 Emmanuel Okoye 13 Erik Carrasco 5 | Reporte Pts Reb Asts | Estadísticas 24 Lucio Redivo 8 Jamaal Levy 5 Máximo Fjellerup | Pabellón: Coliseo Municipal Antonio Azurmendy Riveros Árbitros: Roberto Vázquez Roberto Oliveros Marcos Benito |  |

### Grupo C; Barquisimeto, Venezuela
| Pos. | Equipo                 | Pts | PJ | PG | PP | PF  | PC  | Dif |
| ---- | ---------------------- | --- | -- | -- | -- | --- | --- | --- |
| 1.   | Paulistano             | 6   | 3  | 3  | 0  | 258 | 207 | 51  |
| 2.   | Guaros de Lara         | 5   | 3  | 2  | 1  | 232 | 214 | 18  |
| 3.   | Trouville              | 4   | 3  | 1  | 2  | 226 | 237 | -11 |
| 4.   | Bucaros de Bucaramanga | 3   | 3  | 0  | 3  | 181 | 239 | -58 |

|  | Clasificado a la siguiente fase del torneo. |

Los horarios corresponde al huso horario de Barquisimeto, UTC –4:30.
| 4 de octubre, 17:15 | Paulistano                                                       | 81–66                | Trouville                                                        | Barquisimeto                                                                          |  |
|                     | Parciales: 16-19, 23-16, 17-20, 25-11                            |                      |                                                                  |                                                                                       |  |
|                     | Estadísticas Renato Carbonari 14 Lucas Silva 9 George de Paula 4 | Reporte Pts Reb Asts | Estadísticas 17 Benjamin Puckett 7 Reque Newsome 2 Manuel Romero | Pabellón: Domo Bolivariano Árbitros: Roberto Vázquez Leonardo Zalazar Leandro Lezcano |  |

| 4 de octubre, 19:30 | Guaros de Lara                                                          | 70–46                | Bucaros de Bucaramanga                                              | Barquisimeto                                                                                   |  |
|                     | Parciales: 18-9, 13-6, 23-16, 16-15                                     |                      |                                                                     |                                                                                                |  |
|                     | Estadísticas Lucas Martínez 14 Néstor Colmenares 11 Heissler Guillent 4 | Reporte Pts Reb Asts | Estadísticas 18 Jonathan Rodríguez 18 John Hernández 2 Ashton Smith | Pabellón: Domo Bolivariano Árbitros: Juan José Fernández Sebastián Negron Humberto Muñóz Cotto |  |

| 5 de octubre, 17:15 | Bucaros de Bucaramanga                                                | 63–87                | Paulistano                                                | Barquisimeto                                                                           |  |
|                     | Parciales: 19-17, 16-27, 14-24, 14-19                                 |                      |                                                           |                                                                                        |  |
|                     | Estadísticas Jonathan Rodríguez 17 John Hernández 9 Rodrigo Caicedo 4 | Reporte Pts Reb Asts | Estadísticas 20 Lucas Silva 7 Mogi da Silva 4 Lucas Silva | Pabellón: Domo Bolivariano Árbitros: Leandro Lezcano Sebastián Negron Leonardo Zalazar |  |

| 5 de octubre, 19:30 | Trouville                                                     | 78–84                | Guaros de Lara                                                          | Barquisimeto                                                                                  |  |
|                     | Parciales: 18-17, 16-22, 21-15, 23-30                         |                      |                                                                         |                                                                                               |  |
|                     | Estadísticas Reque Newsome 19 Reque Newsome 7 Manuel Romero 5 | Reporte Pts Reb Asts | Estadísticas 20 Heissler Guillent 13 Windi Graterol 5 Heissler Guillent | Pabellón: Domo Bolivariano Árbitros: Roberto Vázquez Juan José Fernández Humberto Muñóz Cotto |  |

| 6 de octubre, 17:15 | Trouville                                                      | 82–72                | Bucaros de Bucaramanga                                              | Barquisimeto                                                                                |  |
|                     | Parciales: 17-17, 13-20, 28-14, 24-21                          |                      |                                                                     |                                                                                             |  |
|                     | Estadísticas Benjamin Puckett 16 Kevin Young 8 Manuel Romero 9 | Reporte Pts Reb Asts | Estadísticas 31 Jonathan Rodríguez 6 Darryl Smith 4 Freddy Asprilla | Pabellón: Domo Bolivariano Árbitros: Leonardo Zalazar Sebastián Negron Humberto Muñóz Cotto |  |

| 6 de octubre, 19:30 | Guaros de Lara                                                      | 78–90                | Paulistano                                                    | Barquisimeto                                                                             |  |
|                     | Parciales: 19-22, 22-16, 19-30, 18-22                               |                      |                                                               |                                                                                          |  |
|                     | Estadísticas Zach Graham 23 Néstor Colmenares 7 Heissler Guillent 5 | Reporte Pts Reb Asts | Estadísticas 23 Lucas Silva 8 Pecos Da Silva 7 Pecos Da Silva | Pabellón: Domo Bolivariano Árbitros: Roberto Vázquez Leandro Lezcano Juan José Fernández |  |

### Grupo D; La Banda, Argentina
| Pos. | Equipo              | Pts | PJ | PG | PP | PF  | PC  | Dif |
| ---- | ------------------- | --- | -- | -- | -- | --- | --- | --- |
| 1.   | Ciclista Olímpico   | 6   | 3  | 3  | 0  | 267 | 198 | 69  |
| 2.   | Brasília            | 5   | 3  | 2  | 1  | 247 | 219 | 28  |
| 3.   | Gigantes de Guayana | 4   | 3  | 1  | 2  | 222 | 250 | -28 |
| 4.   | U. de Concepción    | 3   | 3  | 0  | 3  | 203 | 272 | -69 |

|  | Clasificado a la siguiente fase del torneo. |

Los horarios corresponde al huso horario de La Banda, UTC –3:00.
| 11 de octubre, 19:15 | Brasília                                                       | 86–64                | Gigantes de Guayana                                         | La Banda                                                                                |  |
|                      | Parciales: 23-19, 22-19, 22-8, 19-18                           |                      |                                                             |                                                                                         |  |
|                      | Estadísticas Deryk Ramos 19 Henrique Pilar 7 Fúlvio de Assis 4 | Reporte Pts Reb Asts | Estadísticas 12 Quinnel Brown 8 Tulio Cobos 5 Carlos Cedeño | Pabellón: Estadio Vicente Rosales Árbitros: Roberto Vázquez Andrés Bartel Rodrigo Mejía |  |

| 11 de octubre, 21:30 | Ciclista Olímpico                                                     | 90–61                | U. de Concepción                                                | La Banda                                                                                       |  |
|                      | Parciales: 17-23, 20-17, 20-13, 33-8                                  |                      |                                                                 |                                                                                                |  |
|                      | Estadísticas Federico Van Lacke 18 Justin Williams 17 Adrián Boccia 7 | Reporte Pts Reb Asts | Estadísticas 26 Akeem Scott 11 Paul Harrison 3 Matías Villagrán | Pabellón: Estadio Vicente Rosales Árbitros: José Reyes Gonzalo Salgueiro Marti Germán Martínez |  |

| 12 de octubre, 19:15 | U. de Concepción                                                   | 69–91                | Brasília                                                                | La Banda                                                                             |  |
|                      | Parciales: 12-22, 18-27, 19-28, 20-14                              |                      |                                                                         |                                                                                      |  |
|                      | Estadísticas Paul Harrison 20 Paul Harrison 8 Diego Silva Campos 4 | Reporte Pts Reb Asts | Estadísticas 18 Lucas Mariano 7 Guilherme Giovannoni 10 Fúlvio de Assis | Pabellón: Estadio Vicente Rosales Árbitros: José Reyes Andrés Bartel Germán Martínez |  |

| 12 de octubre, 21:30 | Gigantes de Guayana                                          | 67–91                | Ciclista Olímpico                                                           | La Banda                                                                                          |  |
|                      | Parciales: 15-27, 16-21, 17-15, 19-28                        |                      |                                                                             |                                                                                                   |  |
|                      | Estadísticas Andrew Feeley 15 Andrew Feeley 10 Tulio Cobos 3 | Reporte Pts Reb Asts | Estadísticas 18 Federico Van Lacke 10 Justin Williams 17 Maximiliano Stanic | Pabellón: Estadio Vicente Rosales Árbitros: Roberto Vázquez Rodrigo Mejía Gonzalo Salgueiro Marti |  |

| 13 de octubre, 19:15 | U. de Concepción                                                   | 73–91                | Gigantes de Guayana                                            | La Banda                                                                                          |  |
|                      | Parciales: 25-21, 10-29, 23-21, 15-20                              |                      |                                                                |                                                                                                   |  |
|                      | Estadísticas Akeem Scott 19 Paul Harrison 10 Lawrence Blackledge 5 | Reporte Pts Reb Asts | Estadísticas 28 Andrew Feeley 15 Andrew Feeley 6 Quinnel Brown | Pabellón: Estadio Vicente Rosales Árbitros: Andrés Bartel Gonzalo Salgueiro Marti Germán Martínez |  |

| 13 de octubre, 21:30 | Ciclista Olímpico                                                          | 86–70                | Brasília                                                               | La Banda                                                                             |  |
|                      | Parciales: 22-19, 16-21, 25-13, 23-17                                      |                      |                                                                        |                                                                                      |  |
|                      | Estadísticas Federico Van Lacke 22 Justin Williams 11 Maximiliano Stanic 8 | Reporte Pts Reb Asts | Estadísticas 27 Guilherme Giovannoni 7 Lucas Mariano 8 Fúlvio de Assis | Pabellón: Estadio Vicente Rosales Árbitros: José Reyes Rodrigo Mejía Roberto Vázquez |  |

## Semifinales

### Semifinal 1; La Banda, Argentina
| Pos. | Equipo            | Pts | PJ | PG | PP | PF  | PC  | Dif |
| ---- | ----------------- | --- | -- | -- | -- | --- | --- | --- |
| 1.   | Weber Bahía       | 6   | 3  | 3  | 0  | 248 | 214 | 34  |
| 2.   | Ciclista Olímpico | 5   | 3  | 2  | 1  | 271 | 222 | 49  |
| 3.   | Brasília          | 4   | 3  | 1  | 2  | 237 | 245 | -8  |
| 4.   | Guaros de Lara    | 3   | 3  | 0  | 3  | 224 | 299 | -75 |

|  | Clasificado a la final del torneo. |

Los horarios corresponde al huso horario de La Banda, UTC –3:00.
| 1 de noviembre, 20:15 | Brasília                                                             | 58–71                | Weber Bahía                                                     | La Banda                                                                                     |  |
|                       | Parciales: 15-15, 16-14, 20-17, 7-25                                 |                      |                                                                 |                                                                                              |  |
|                       | Estadísticas Deryk Ramos 18 Guilherme Giovannoni 8 Fúlvio de Assis 6 | Reporte Pts Reb Asts | Estadísticas 20 Lucio Redivo 9 Juan Pablo Vaulet 2 Hernán Jasen | Pabellón: Estadio Vicente Rosales Árbitros: Jorge Vázquez Alejandro Sánchez Hernán Melgarejo |  |

| 1 de noviembre, 22:30 | Ciclista Olímpico                                                            | 102–63               | Guaros de Lara                                                      | La Banda                                                                                          |  |
|                       | Parciales: 23-12, 27-21, 24-11, 28-19                                        |                      |                                                                     |                                                                                                   |  |
|                       | Estadísticas Federico Van Lacke 21 Maximiliano Stanic 8 Maximiliano Stanic 6 | Reporte Pts Reb Asts | Estadísticas 13 Gregory Echenique 5 Jordan Hamilton 5 Jesús Centeno | Pabellón: Estadio Vicente Rosales Árbitros: Roberto Vázquez Rodrigo Mejía Gonzalo Salgueiro Marti |  |

| 2 de noviembre, 20:15 | Guaros de Lara                                                     | 77–100               | Brasília                                                  | La Banda                                                                                             |  |
|                       | Parciales: 22-19, 18-18, 17-39, 20-24                              |                      |                                                           | |  |
|                       | Estadísticas Jordan Hamilton 21 Jordan Hamilton 10 Jerry Johnson 7 | Reporte Pts Reb Asts | Estadísticas 24 Jefferson Campos 8 Fab Melo 6 Deryk Ramos | Pabellón: Estadio Vicente Rosales Árbitros: Roberto Vázquez Hernán Melgarejo Gonzalo Salgueiro Marti |  |

| 2 de noviembre, 22:30 | Weber Bahía                                                | 80–72                | Ciclista Olímpico                                                          | La Banda                                                                                  |  |
|                       | Parciales: 24-12, 20-21, 15-20, 21-19                      |                      |                                                                            |                                                                                           |  |
|                       | Estadísticas Lucio Redivo 28 Jamaal Levy 8 Gastón Whelan 7 | Reporte Pts Reb Asts | Estadísticas 12 Luciano Massarelli 20 Justin Williams 6 Maximiliano Stanic | Pabellón: Estadio Vicente Rosales Árbitros: Jorge Vázquez Alejandro Sánchez Rodrigo Mejía |  |

| 3 de noviembre, 20:15 | Guaros de Lara                                                        | 84–97                | Weber Bahía                                                         | La Banda                                                                                  |  |
|                       | Parciales: 17-20, 24-24, 21-28, 22-25                                 |                      |                                                                     |                                                                                           |  |
|                       | Estadísticas Jordan Hamilton 19 Jordan Hamilton 7 Néstor Colmenares 6 | Reporte Pts Reb Asts | Estadísticas 26 Anthony Johnson 13 Anthony Johnson 14 Gastón Whelan | Pabellón: Estadio Vicente Rosales Árbitros: Jorge Vázquez Alejandro Sánchez Rodrigo Mejía |  |

| 3 de noviembre, 22:30 | Ciclista Olímpico                                                      | 97–79                | Brasília                                                                | La Banda                                                                                             |  |
|                       | Parciales: 24-23, 26-26, 21-17, 26-13                                  |                      |                                                                         | |  |
|                       | Estadísticas Mauro Cosolito 18 Justin Williams 14 Maximiliano Stanic 7 | Reporte Pts Reb Asts | Estadísticas 18 Guilherme Giovannoni 8 João Phylippe 3 Jefferson Campos | Pabellón: Estadio Vicente Rosales Árbitros: Roberto Vázquez Hernán Melgarejo Gonzalo Salgueiro Marti |  |

### Semifinal 2; Maldonado, Uruguay
| Pos. | Equipo            | Pts | PJ | PG | PP | PF  | PC  | Dif |
| ---- | ----------------- | --- | -- | -- | -- | --- | --- | --- |
| 1.   | Mogi Das Cruzes   | 6   | 3  | 3  | 0  | 248 | 195 | 53  |
| 2.   | Hebraica y Macabi | 5   | 3  | 2  | 1  | 237 | 237 | 0   |
| 3.   | Paulistano        | 4   | 3  | 1  | 2  | 211 | 234 | -23 |
| 4.   | Gimnasia (CR)     | 3   | 3  | 0  | 3  | 222 | 252 | -30 |

|  | Clasificado a la final del torneo. |

Los horarios corresponde al huso horario de Maldonado, UTC –3:00.
| 7 de noviembre, 19:15 | Mogi Das Cruzes                                              | 86–67                | Gimnasia (CR)                                                  | Maldonado                                                                |  |
|                       | Parciales: 23-18, 18-18, 19-14, 26-17                        |                      |                                                                |                                                                          |  |
|                       | Estadísticas Larry Taylor 22 Caio Torres 14 Tyrone Curnell 7 | Reporte Pts Reb Asts | Estadísticas 13 Diego Romero 7 Matthew Shaw 3 Jonathan Machuca | Pabellón: Camacuá Árbitros: Daniel García Rodrigo Mejía Sebastián Negron |  |

| 7 de noviembre, 21:30 | Hebraica y Macabi                                               | 79–75                | Paulistano                                                          | Maldonado                                                          |  |
|                       | Parciales: 30-17, 14-26, 15-11, 20-21                           |                      |                                                                     |                                                                    |  |
|                       | Estadísticas Jeremis Smith 21 Jeremis Smith 13 Luciano Parodi 9 | Reporte Pts Reb Asts | Estadísticas 17 Pecos Da Silva 9 Guilherme Hubner 4 George de Paula | Pabellón: Camacuá Árbitros: Roberto Vázquez Jesed Díaz Julio Anaya |  |

| 8 de noviembre, 19:15 | Paulistano                                                  | 59–80                | Mogi Das Cruzes                                                | Maldonado                                                             |  |
|                       | Parciales: 22-26, 14-10, 14-17, 9-27                        |                      |                                                                |                                                                       |  |
|                       | Estadísticas Lucas Silva 20 Lucas Silva 11 Pecos Da Silva 3 | Reporte Pts Reb Asts | Estadísticas 18 Tyrone Curnell 7 Tyrone Curnell 6 Larry Taylor | Pabellón: Camacuá Árbitros: Daniel García Jesed Díaz Sebastián Negron |  |

| 8 de noviembre, 21:30 | Gimnasia (CR)                                                       | 80–89                | Hebraica y Macabi                                                       | Maldonado                                                             |  |
|                       | Parciales: 26-18, 19-21, 17-27, 18-23                               |                      |                                                                         |                                                                       |  |
|                       | Estadísticas Matthew Shaw 19 Matthew Shaw 6 Nicolás de los Santos 6 | Reporte Pts Reb Asts | Estadísticas 31 Leandro García Morales 9 Jeremis Smith 5 Luciano Parodi | Pabellón: Camacuá Árbitros: Roberto Vázquez Rodrigo Mejía Julio Anaya |  |

| 9 de noviembre, 19:15 | Paulistano                                     | 77–75                | Gimnasia (CR)                                                        | Maldonado                                                        |  |
|                       | Parciales: 14-18, 19-15, 16-19, 28-23          |                      |                                                                      |                                                                  |  |
|                       | Estadísticas Pecos Da Silva 18 Pedrão 8 Mogi 4 | Reporte Pts Reb Asts | Estadísticas 17 Matthew Shaw 6 O'Louis McCullough 5 Jonathan Machuca | Pabellón: Camacuá Árbitros: Jesed Díaz Julio Anaya Rodrigo Mejía |  |

| 9 de noviembre, 21:30 | Hebraica y Macabi                                                                | 69–82                | Mogi Das Cruzes                                                 | Maldonado                                                                  |  |
|                       | Parciales: 15-26, 14-17, 16-18, 24-21                                            |                      |                                                                 |                                                                            |  |
|                       | Estadísticas Leandro García Morales 15 Leandro García Morales 7 Luciano Parodi 8 | Reporte Pts Reb Asts | Estadísticas 21 Larry Taylor 15 Caio Torres 3 Elio Corazza Neto | Pabellón: Camacuá Árbitros: Roberto Vázquez Daniel García Sebastián Negron |  |

## Final
|  | Final           |                 |    |    |    |   |   |  |
|  |                 |                 |    |    |    |   |   |  |
|  | Mogi Das Cruzes | Mogi Das Cruzes | 77 | 80 | 84 | X | X |  |
|  | Mogi Das Cruzes | Mogi Das Cruzes | 77 | 80 | 84 | X | X |  |
|  | Weber Bahía     | Weber Bahía     | 72 | 77 | 81 | X | X |  |
|  | Weber Bahía     | Weber Bahía     | 72 | 77 | 81 | X | X |  |

| 23 de noviembre, 20:15 BRT (UTC-2) | Mogi Das Cruzes                                                  | 77–72                | Weber Bahía                                                | Mogi das Cruzes                                                                                 |  |  |
|                                    | Parciales: 25-18, 18-21, 18-22, 16-11                            |                      |                                                            |                                                                                                 |  |  |
|                                    | Estadísticas Shamell Stallworth 25 Caio Torres 11 Larry Taylor 6 | Reporte Pts Reb Asts | Estadísticas 18 Lucio Redivo 9 Jamaal Levy 4 Gastón Whelan | Pabellón: Ginásio Municipal Hugo Ramos Árbitros: Roberto Vázquez Daniel García Sebastián Negron |  |  |
| Serie: Mogi Das Cruzes 1-0         |                                                                  |                      |                                                            |                                                                                                 |  |  |
|                                    |                                                                  |                      |                                                            |                                                                                                 |  |  |

| 24 de noviembre, 20:15 BRT (UTC-2) | Mogi Das Cruzes                                                | 80–77                | Weber Bahía                                                    | Mogi das Cruzes                                                                              |  |  |
|                                    | Parciales: 13-25, 18-12, 24-23, 25-17                          |                      |                                                                |                                                                                              |  |  |
|                                    | Estadísticas Tyrone Curnell 23 Tyrone Curnell 9 Larry Taylor 7 | Reporte Pts Reb Asts | Estadísticas 20 Jamaal Levy 10 Anthony Johnson 6 Gastón Whelan | Pabellón: Ginásio Municipal Hugo Ramos Árbitros: Roberto Vázquez Andrés Bartel Daniel García |  |  |
| Serie: Mogi Das Cruzes 2-0         |                                                                |                      |                                                                |                                                                                              |  |  |
|                                    |                                                                |                      |                                                                |                                                                                              |  |  |

| 30 de noviembre, 21:15 AST (UTC-3) | Weber Bahía                                                              | 81–84                | Mogi Das Cruzes                                                | Bahía Blanca                                                                                 |  |  |
|                                    | Parciales: 20-24, 24-12, 21-26, 16-22                                    |                      |                                                                |                                                                                              |  |  |
|                                    | Estadísticas Juan Pablo Vaulet 20 Juan Pablo Vaulet 9 Máximo Fjellerup 3 | Reporte Pts Reb Asts | Estadísticas 23 Tyrone Curnell 9 Tyrone Curnell 6 Larry Taylor | Pabellón: Estadio Osvaldo Casanova Árbitros: Jorge Vázquez Roberto Vázquez Alejandro Sánchez |  |  |
| Serie: Mogi Das Cruzes 3-0         |                                                                          |                      |                                                                |                                                                                              |  |  |
|                                    |                                                                          |                      |                                                                |                                                                                              |  |  |

Mogi Das Cruzes

Campeón

Primer título

## Estadísticas
| Máximos anotadores | Máximos anotadores | Máximos anotadores | Máximos anotadores |
| Jugador            | Equipo             | Anotaciones        | Prom               |
| ------------------ | ------------------ | ------------------ | ------------------ |
| S. Stallworth      | Mogi das Cruzes    | 171                | 19.0               |
| L. Redivo          | Weber Bahía        | 170                | 18.9               |
| T. Curnell         | Mogi das Cruzes    | 151                | 16.8               |
| L. García Morales  | Hebraica y Macabi  | 140                | 23.3               |
| A. Johnson         | Weber Bahía        | 126                | 15.8               |

| Más rebotes | Más rebotes       | Más rebotes | Más rebotes |
| Jugador     | Equipo            | Rebotes     | Prom        |
| ----------- | ----------------- | ----------- | ----------- |
| C. Torres   | Mogi das Cruzes   | 87          | 9.7         |
| J. Williams | Ciclista Olímpico | 78          | 13.0        |
| T. Curnell  | Mogi das Cruzes   | 71          | 7.9         |
| A. Johnson  | Weber Bahía       | 69          | 8.6         |
| J. Levy     | Weber Bahía       | 54          | 6.0         |

| Más asistencias | Más asistencias   | Más asistencias | Más asistencias |
| Jugador         | Equipo            | As              | Prom            |
| --------------- | ----------------- | --------------- | --------------- |
| G. Whelan       | Weber Bahía       | 50              | 5.6             |
| M. Stanic       | Ciclista Olímpico | 48              | 8.0             |
| L. Taylor       | Mogi das Cruzes   | 40              | 4.4             |
| L. Parodi       | Hebraica y Macabi | 39              | 6.5             |
| S. Stallworth   | Mogi das Cruzes   | 37              | 4.1             |